# SIN IN JUSTICE
「SIN IN JUSTICE」（シン・イン・ジャスティス）は、APOCALYPTICA×VAMPSのコラボレーションシングル。2015年11月20日発売。発売元はユニバーサルミュージック内のレーベル、Virgin Music。

## 解説
フィンランドの弦楽重奏グループ、アポカリプティカと日本のロックユニット、VAMPSのコラボレーションシングルで、日本を含む世界254地域において同時配信が実施されている。
本作の表題曲「SIN IN JUSTICE」は、勝つことを正義とする者の中に見え隠れする罪をリリックとしてのせた、ヘヴィかつ流麗なメロディが印象的なロックナンバーとなっている。この曲のレコーディングは、2015年9月から中南米で開催したライヴツアー「VAMPS LIVE 2015 LATIN AMERICA TOUR」の合間に行われている。なお、アポカリプティカは3人のチェリストとドラマーの計4名でヘヴィメタル・サウンドを奏でるフィンランドの異色ロックバンドであり、2015年4月にVAMPSと出会っている。VAMPSとアポカリプティカは、2015年にモトリー・クルーのベーシストであるニッキー・シックスが主導するプロジェクト、シックス:エイ:エムの全米ツアーにサポートアクトとして参加しており、これがきっかけで親交を深めたという。こういった経緯があり、今回コラボレーションソングが制作される運びとなった。コラボレーション楽曲をリリースする際に、HYDEは「SIXX:A.M.のツアーの時に、今度一緒にツアーしようよとか、曲作ろうよとか言ってたんですけど、それが実現しました」「K.A.Z君が曲を作って、APOCALYPTICAがチェロを入れて、ぼくが曲をうたった、というのが基本で、80年代風の雰囲気もありながら新しくもある、という“新しいVAMPSのカラー”を出せたんじゃないかな、と思います」とコメントを寄せている。また、アポカリプティカは「今年春の全米ツアーでVAMPSと知り合って、とにかく一緒にツアーをしていて楽しくて、充実した時を一緒に過ごしたんだ。この時に彼らと一緒にイギリスと日本でもツアーをしないか、というアイデアが生まれたんだ。一つの事を切っ掛けに次の話になり、曲も一緒に作る事になったんだ。最高だよね」と述べている。
作曲を担当したK.A.Z曰く、原型は曲作りの期間中に遊びながら制作していたときに生まれたという。K.A.Zは本作発売当時に受けたインタビューの中で、今回この曲をレコーディングすることにした理由について「遊びでいろいろやってたら、何気にストリングスっぽい曲が出来て、"あ、こういう雰囲気は面白いかも"って。まだ具体的になってなかったけど、APOCALYPTICAとやったら面白いかもなって思うような断片があるにはあって」「なんとなくAPOCALYPTICAをイメージしたときに、ポップな曲ではないなと思ったんだよね。もっと影があって劇的な、例えばシアターで演奏しているようなイメージが浮かぶ曲のほうが絶対いい」と述べている。エイッカ・トッピネン（アポカリプティカ）は、この曲を含めたVAMPSの楽曲を聴いたときの印象について「「SIN IN JUSTICE」なんてとても美しい楽曲だし、これまでの曲を聴いてみても、アメリカのサウンドを取り入れていながらアメリカのバンドとはどこか違う新鮮さがあって」「僕がVAMPSの音楽にいちばん興味を惹かれたのはバラエティに富んだ曲があるということ」と語っている。また、HYDEはこの曲のイメージについて「（デモを聴いたときの印象は）ニューウェーブっぽい曲」と述べている。なお、HYDEが歌メロをつけているが、HYDEはメロディについて「聴いた感じがデペッシュ・モードっぽかったから、メロディも歌い方もなんとなく意識してみました」「メロディを作った時点で、ファンと掛け合うような曲になりそうだなと思って。マリリン・マンソンの『アンチクライスト・スーパースター』じゃないけど、選挙演説してるみたいな、ああいう雰囲気」と述べている。
歌詞は、HYDEが曲に対して抱いた「選挙演説」というイメージを踏まえて綴っている。HYDEは本作発売当時に受けたインタビューの中で、作詞作業を振り返り「最初はホント選挙のイメージだったんですよ。いわゆる国のリーダーみたいな人たちが、"これが正しい"と思って国民に訴えかけるんだけど、それは本当に国民のこと考えてやってるのかなって。もちろん考えてはいるんでしょうけど、どこかしら裏も見え隠れするじゃない？果たしてその人を信じていいのかどうか。もしもそれがクレイジーなヤツで国民を騙してたらどうなるんだろうな、とかね。そういうことを考えながら書き始めて」「最終的にはタイトルにもあるように、勝者だけがすべて正しいわけではないんじゃないかっていうところに行き着いたかな」と述懐している。なお、サビにおいて＜(Sin in justice) Do you understand?（"正義の中の罪" 皆さんに分かりますか？）＞というフレーズが繰り返されているが、HYDEは「"正義の中に罪があるのがわかるかい？"って問いかける感じ」と述べている。
なお、リリースから約2ヶ月後の2016年1月19日に出演した音楽専門チャンネル・MTVジャパンが企画するアコースティックライヴ番組『MTVアンプラグド』において、VAMPSとアポカリプティカでこの曲をライヴ初披露している。ちなみに、音楽雑誌『WHAT's IN?』の2016年1月号において、VAMPSとエイッカ・トッピネン（アポカリプティカ）、ミッコ・シレン（アポカリプティカ）の対談記事が掲載されている。余談だが、この曲はリリースから約3年10ヶ月後の2019年9月26日に発売されたゲーム『CODE VEIN』のエンディングテーマに使用されている。

## 収録曲
| #  | タイトル           | 作詞 | 作曲  | 編曲                | 時間 |
| -- | ------------------ | ---- | ----- | ------------------- | ---- |
| 1. | 「SIN IN JUSTICE」 | HYDE | K.A.Z | VAMPS, APOCALYPTICA | 4:54 |

## 参加ミュージシャン
SIN IN JUSTICE
- HYDE：Vocal
- K.A.Z：Guitar, Bass, Programming
- Eicca Toppinen（APOCALYPTICA）：Violoncello, Programming
- Paavo Lötjönen（APOCALYPTICA）：Violoncello
- Perttu Kivilaakso（APOCALYPTICA）：Violoncello
- Mikko Sirén（APOCALYPTICA）：Drums
  - 中山千恵子：Vocal Direction
  - Jun Umemoto：Coordinator

## タイアップ
SIN IN JUSTICE
- PlayStation 4, Xbox One, Steam用ゲーム『CODE VEIN』エンディングテーマ

## 収録アルバム
- 『UNDERWORLD』 (#1)